# Dominique-François-Marie de Bastard d'Estang
Pour les autres membres de la famille, voir Famille de Bastard d'Estang.
Pour les articles homonymes, voir Estang (homonymie).
Dominique-François-Marie, comte de Bastard d'Estang est un magistrat et homme politique français, né le 31 octobre 1783 à Nogaro et décédé le 23 janvier 1844 à Paris.

## Biographie
Conseiller à la Cour Impériale de Paris en 1810, il devient premier Président de la Cour de Lyon en 1815. Pair de France en 1819, il est connu pour avoir instruit le procès de Louvel, assassin du duc de Berry (1820). On lui doit aussi le rapport dressé sur le procès des ministres de Charles X (1830). 
Il est le frère d'Auguste de Bastard d'Estang et l'oncle de Octave de Bastard d'Estang.

## Pour approfondir